# Daiso
Daiso Industries Co., Ltd. (株式会社大創産業 Kabushiki gaisha Daisōsangyō?) es una franquicia grande de tiendas de todo a 100 fundada en Japón. Su sede se encuentra en Higashihiroshima, dentro de la Prefectura de Hiroshima.
Daiso tiene una gama que incluye más de cien mil productos del cual cerca del cuarenta por ciento de ellos son bienes importados, en su mayoría de países como de China, Corea, y Japón. Muchos de sus productos son artículos para el hogar, como por ejemplo utensilios de cocina y productos de limpieza. Daiso tiene sedes en veinticinco países y regiones en todo el mundo.

## Historia
En 1972, el prototipo antecesor a Daiso era originalmente una tienda de venta ambulante llamada "Yano Shoten", la cual tenía productos cuyos precios eran 100 yenes. Hirotake Yano, el dueño de esta tienda más tarde fundó Daiso en 1977.

## Método empresarial
Daiso a menudo toma ubicaciones como ex-salones de pachinko para sus franquicias. Gastan muchos fondos en estanterías y accesorios para ayudar a competir a sus tiendas con los minoristas de alta gama. El stock de los artículos de cada tienda varía con frecuencia con el fin de poder aumentar las visitas de sus clientes.
Daiso categoriza a todos los productos de su propia marca mediante el morfema za (ザ), la represenación japonesa de la palabra inglesa "the", y se le añade una categoría.
Por ejemplo, za hanabi (ザ・花火) es la categoría para fuegos artificiales y za purasuchikku (ザ・プラスチック - THE PLASTIC) es la categoría de artículos de plástico como cubos o bandejas de plástico.
En el año 2004, Daiso comenzó a vender artículos con un precio con múltiplos de 100 yenes tales como 200, 300, 400 o 500 yenes.

## Ubicaciones
Daiso tiene 2800 tiendas en Japón y 700 tiendas en el extranjero. Dichos países son Australia, Bahrein, Brasil, Camboya, Canadá, China, Hong Kong, Indonesia, Kuwait, Macao, Malasia, México, Myanmar, Nueva Zelanda, Omán, Filipinas, Qatar, Arabia Saudita , Singapur, Corea del Sur, Taiwán, Tailandia, Emiratos Árabes Unidos, Estados Unidos de América y Vietnam.

## Controversias
En junio de 2017 Daiso  fue forzado por la Comisión Australiana de la Competencia y del Consumidor para quitar 165 productos en Australia. Esta orden incluía juguetes que presentaban un peligro de asfixia, o podían causar lesiones y productos de belleza con ingredientes desconocidos.